# Разяпов, Шифа Гарифуллович
 Шифа Гарифуллович Разяпов (15 января 1925 — 1 октября 2011) — тракторист колхоза «Башкортостан» Миякинского района БАССР, Герой Социалистического Труда. Участник Великой Отечественной войны.
Депутат Верховного Совета СССР восьмого созыва (1970—1974).

## Биография
Шифа Гарифуллинович Разяпов родился 15 января 1925 года в деревне Сатаево Белебеевского кантона Уфимской губернии (ныне Миякинского района Башкортостана). По национальности башкир. Образование — неполное среднее.
Трудовую деятельность начал в 1940 году в колхозе «Юлдаш» Миякинского района. C июля 1941 года работал комбайнером Зильдяровской МТС.
В феврале 1943 г. Шифа Гарифуллинович Разяпов был призван в ряды Красной Армии, воевал на Центральном и Ленинградском фронтах, участвовал в форсировании советскими войсками реки Днепр.
С 1944 года, после демобилизации по состоянию здоровья, работал трактористом в Зильдяровской МТС, с 1958 года — в колхозе «Правда», с 1962 года — в колхозе «Дёма», с 1965 года — в колхозе «Башкортостан» Миякинского района.
Работая трактористом, Ш. Г. Разяпов в совершенстве овладел своей специальностью и агротехникой возделывания сельскохозяйственных культур. Благодаря добросовестному и бережному отношению к закрепленной технике, с 1958 г. бессменно работал на одном и том же тракторе ДТ-54. Несмотря на это, только за 1964 г. на эксплуатации и ремонте трактора, расходовании горюче-смазочных материалов сэкономил 247 рублей. Качественно проводя все виды тракторных работ по обработке почвы, севу, уходу за посевами, Ш. Г. Разяпов ежегодно добивался высоких урожаев зерновых культур. В 1962 г. на площади 198 гектаров выращен урожай яровой пшеницы по 19,2 центнера с гектара. В 1963 г. на площади 207 гектаров получил урожай пшеницы по 18,5 центнера с гектара. В 1964 г. на площади 150 гектаров добился среднего урожая пшеницы по 17,9 центнера с гектара. В 1965 г. с площади 156 гектаров собрал урожай озимой ржи по 18,7 центнера с гектара. Средняя выработка за 4 последних года на тракторе ДТ-54 в переводе на мягкую пахоту составила 1 230 гектаров при плане 700 гектаров.
За успехи, достигнутые в увеличении производства и заготовок пшеницы, ржи, гречихи, других зерновых и кормовых культур и высокопроизводительном использовании техники, Указом Президиума Верховного Совета СССР от 23 июня 1966 г. Ш. Г. Разяпову присвоено звание Героя Социалистического Труда.
До ухода на пенсию в 1985 году работал помощником бригадира тракторной бригады колхоза «Башкортостан».
Шифа Гарифуллинович Разяпов жил в селе Енебей-Урсаево Миякинского района. Скончался 1 октября 2011 года.

## Награды
- Герой Социалистического Труда (1966)
- Награждён орденами Ленина (1966), Отечественной войны II степени (1985)[2], медалями.